# Dick Harrison
Dick Walther Harrison (Huddinge, 10 april 1966) is een Zweeds historicus die gespecialiseerd is in de middeleeuwen. Hij is verbonden aan de Universiteit van Lund. Daarnaast is hij actief als televisiepresentator van geschiedenisprogramma's.

## Geselecteerde bibliografie
- 1998 – Age of Abbesses and Queens
- 1999 – Krigarnas och helgonens tid: Västeuropas historia 400–800 e.Kr. (In het Nederlands uitgegeven als De volksverhuizingen: De geschiedenis van West-Europa, 375-800, vertaling Ger Meesters, Uitgeverij Omniboek, 2020)
- 2000 – Stora döden: den värsta katastrof som drabbat Europa (In het Nederlands uitgegeven als De Zwarte Dood: De pandemie van de pest, Uitgeverij Omniboek, 2021)
- 2002 – Karl Knutsson: En biografi
- 2006 – Slaveri: Forntiden till renässansen Slavery: Prehistoric to the Renaissance
- 2007 – Slaveri: 1500 till 1800 Slavery: 1500 to 1800
- 2008 – Slaveri: 1800 till nutid Slavery: 1800 to the present
- 2014 – Ett stort lidande har kommit över oss (In het Nederlands uitgegeven als De Dertigjarige Oorlog, De allereerste wereldoorlog 1618-1648, vertaling Ger Meesters, Uitgevrije Omniboek, 2018)
- 2015 – Slaveriets historia (In het Nederlands uitgegeven als: De geschiedenis van de slavernij: van Mesopotamië tot moderne mensenhandel, vertaling Ger Meesters, Uitgeverij Omniboek, 2019)
- 2024 - Heksenjacht. Een geschiedenis over angst, repressie en vrouwenhaat. Uitgeverij Omniboek.

- Bibsys: 90685440
- Bibliothèque nationale de France: cb13526638n (data)
- Gemeinsame Normdatei: 123787653
- International Standard Name Identifier: 0000 0000 8411 8866
- Library of Congress Control Number: n98097705
- Nationale Bibliotheek van Letland: 000323804
- Nationale Bibliotheek van Israël: 987007429562105171
- Nederlandse Thesaurus van Auteursnamen: 107225352
- LIBRIS: 190108
- Système universitaire de documentation: 067228690
- Virtual International Authority File: 114829354
- WorldCat: E39PBJqbqgBtXVkJvjHq3CR3Qq